# أصابع في النافذة (فلم 1942)
أصابع في النافذة (بالإنجليزية: Fingers at the Window) فيلم جريمة أمريكي، عرض عام 1942، من إخراج تشارلز ليدرير وبطولة باسل راثبون .

## روابط خارجية
- مقالات تستعمل روابط فنية بلا صلة مع ويكي بيانات